# James Edgar
 (septembre 2023).
Pour les articles homonymes, voir Edgar.
James Edgar, né le 13 juillet 1688 à Keithock (Forfarshire) et mort le 24 septembre 1764, est un fonctionnaire jacobite écossais.

## Biographie
James Edgar naît le 13 juillet 1688 à Keithock dans le Forfarshire. Il est le cinquième des sept fils de David Edgar, agriculteur, et de sa seconde épouse, Elizabeth Guthrie. Malgré les origines modestes de sa famille, James Edgar a de bonnes relations ; il est le filleul de James Maule, 4e comte de Panmure.
Lors du soulèvement jacobite de 1715, il est l'un des premiers à se rallier au lever de l'étendard jacobite à Braemar par le comte de Mar. Pendant l'insurrection, il est clerc de John Hay de Cromlix.
Après la défaite de l'insurrection, il s'échappe d'Écosse sous un déguisement et rejoint les jacobites en exil, d'abord à Avignon à la fin de 1716, puis à Rome en 1717. Il ne retourne jamais  en Écosse. À la fin des années 1720, il assume de plus en plus de responsabilités dans la correspondance à destination et en provenance de la cour jacobite, composant souvent l'essentiel du contenu d'une lettre tandis que James y appose sa signature et y ajoute parfois quelques commentaires. À partir de 1728, il est employé par James Francis Edward Stuart en tant que secrétaire privé, et est principalement chargé de coordonner les rapports de renseignements pour la cause jacobite. James Edgar est impliqué dans une grande partie de la correspondance jacobite de l'époque et devient très apprécié du Prétendant en raison de son efficacité et de son intégrité. Il réussit à rester impartial et à ne pas s'impliquer dans les luttes de pouvoir constantes entre les partisans jacobites à la cour, conservant ainsi la confiance du Vieux Prétendant et, de plus en plus, de son fils Charles Edward Stuart.
À partir de 1732, James Edgar assume de nombreuses responsabilités en tant que secrétaire d'État du Prétendant, dans un contexte de factions et de luttes intestines croissantes au sein de la cour en exil. En 1759, il est nommé greffier des Conseils, des Registres et des Rôles d'Écosse. En 1763, il est officiellement nommé secrétaire d'État, mais à la suite d'une attaque d'apoplexie, James Edgar meurt le 24 septembre 1764.

## Postérité
Une grande partie de sa correspondance au nom de la cour jacobite est aujourd'hui conservée aux Royal Archives (en).